# Edgar Nawroth
Edgar Nawroth OP (* 2. November 1912 in Görlitz; † 22. Mai 2010 in Vechta) war ein deutscher Dominikaner und  Sozialethiker.

## Leben
Er trat 1933 in den Dominikanerorden ein. 1939 empfing er die Priesterweihe. Von 1953 bis 1959 studierte er in Fribourg Sozialphilosophie, Volkswirtschaft und mittelalterliche Philosophie. Nach der Promotion bei Arthur F. Utz war er von 1963 bis 1985 Lehrbeauftragter für Christliche Soziallehre an der Theologischen Fakultät Trier. Von 1965 bis 1984 war er Chefredakteur der Zeitschrift Die Neue Ordnung.

## Schriften (Auswahl)
- Die Sozial- und Wirtschaftsphilosophie des Neoliberalismus. Kerle, Heidelberg 1962, OCLC 263306152.
- Die wirtschaftspolitischen Ordnungsvorstellungen des Neoliberalismus. Heymann, Köln 1962, OCLC 6276592.
- Zur Sinnerfüllung der Marktwirtschaft. Bachem, Köln 1965, OCLC 251632267.
- Humanisierung der Arbeitswelt. Würde, Ethik und Recht der menschlichen Arbeit. Bachem, Köln 1977, ISBN 3-7616-0425-4.